# 朱崇道
朱崇道（1525年—？），字惟正，山東兗州府沂州費縣人，民籍，明朝政治人物。

## 生平
嘉靖三十一年（1552年）壬子科山東鄉試第四十六名舉人。嘉靖四十一年（1562年）中式壬戌科會試第二百二十名，三甲第一百四十一名進士。

## 家族
曾祖朱文友，贈衛經歷；祖父朱玘，衛經歷；父朱紳，知州。嫡母王氏；生母閻氏。慈侍下。